# Voetbalvereniging Capelle
Il Voetbalvereniging Capelle, comunemente noto como Capelle, è una società calcistica olandese con sede a Capelle aan den IJssel.

## Storia
Il Capelle è stato fondato nel 1930. Fino al 2009/2010 ha disputato la Hoofdklasse, il massimo livello dei campionati dilettantisctici olandesi, con l'istituzione della Topklasse come massimo campionato dilettantistico nella stagione 2010/2011, Il Capelle è passato in Topklasse.

## Stadio
Il Capelle disputa le sue partite casalinghe nello stadio Sportpark 't Slot, che può contenere 4000 persone.

## Giocatori celebri
- André Hoekstra